# برج تورچ
برج تورچ (به لاتین: Torch Tower) یک ساختمان در ژاپن است که در چیودا-کو، توکیو واقع شده است.